# Flughafen Fangatau

i7
i11
i13
Der Flughafen Fangatau (IATA-Code: FGU, ICAO-Code: NTGB) ist ein nationaler Flughafen in der Nähe des Ortes Teana auf dem Fangatau-Atoll in Französisch-Polynesien. Er liegt rund 960 Kilometer östlich der Hauptinsel Tahiti.
Der Flughafen Fangatau wurde 1978 eingeweiht.

## Fluggesellschaften und Ziele
Air Tahiti ist die einzige Fluggesellschaft, welche den Flughafen im Linienbetrieb bedient.
| Fluggesellschaft | Ziele                 |
| ---------------- | --------------------- |
| Air Tahiti       | Fakahina, Hao, Takume |